# Turbina parowa przeciwprężna
Turbina parowa przeciwprężna – turbiną parową, na wylocie z której para wodna ma wyższe ciśnienie, niż w przypadku turbiny kondensacyjnej. Dzięki wyższemu ciśnieniu pary na wylocie z turbiny możliwe jest wykorzystanie ciepła skraplania pary, którego wartość jest bardzo wysoka. W turbinach kondensacyjnych prawie całe ciepło skraplania wyrzucane jest do otoczenia, co stanowi istotną stratę energii, obniżającą w istotny sposób sprawność całkowitą układu. W siłowniach z turbinami przeciwprężnymi strata ta jest znacznie mniejsza, a ciepło skraplania wykorzystywane jest do celów grzewczych.
Turbiny parowe przeciwprężne stosowane są w elektrociepłowniach. Występuje tu skojarzone wytwarzanie energii elektrycznej i cieplnej. Okazuje się, że w ten sposób energia chemiczna paliwa wykorzystana jest o ok. 15% lepiej, niż w przypadku rozdzielonego wytwarzania energii elektrycznej i cieplnej. Turbiny przeciwprężne bywają też stosowane w zakładach przemysłowych, w których istnieje odbiór pary technologicznej do procesów przemysłowych.
W turbinie przeciwprężnej moc oddawana do generatora jest nieco niższa, niż dla tych samych warunków w turbinie kondensacyjnej. Jednak z uwagi na możliwość wykorzystania ciepła skraplania pary opuszczającej turbinę sprawność całkowita układu jest znacznie większa, co jest bardzo korzystne ze względów ekologicznych, ekonomicznych i środowiskowych. Układy zapewniające wykorzystanie ciepła skraplania pary wodnej do celów grzewczych określa się mianem układów skojarzonych (kogeneracyjnych).